# گوپال‌پور (پیروج‌پور)
گوپال‌پور (به لاتین: Gopalpur) یک روستا در بنگلادش است که در استان باریسال و در ناحیه جلوکاتی واقع شده است.